# Liopsetta
Liopsetta es un género de peces actinopterigios de la familia Pleuronectidae, del orden Pleuronectiformes. Este género marino fue descrito científicamente en 1864 por Theodore Gill.

## Especies
Especies reconocidas del género:
- Liopsetta glacialis (Pallas, 1776)
- Liopsetta pinnifasciata (Kner, 1870)